# Superliga hiszpańska w piłce siatkowej mężczyzn
Superliga hiszpańska w piłce siatkowej mężczyzn (dawniej znana także jako Superliga de Voleibol Masculina, SVM) – najwyższa klasa siatkarskich rozgrywek ligowych mężczyzn w Hiszpanii. Została założona w 1964 roku. Pierwotnie jako Primera División. Od sezonu 1983/1984 funkcjonowała jako División de Honor. Aktualna nazwa obowiązuje od sezonu 1989/1990. Za jej prowadzenie odpowiada Królewski Hiszpański Związek Piłki Siatkowej.

## Medaliści
| Sezon             | 1. miejsce                                                              | 2. miejsce                                                              | 3. miejsce                                                              |
| Primera División  | Primera División                                                        | Primera División                                                        | Primera División                                                        |
| ----------------- | ----------------------------------------------------------------------- | ----------------------------------------------------------------------- | ----------------------------------------------------------------------- |
| 1964/1965         | Picadero Damm                                                           | Real Madryt                                                             |                                                                         |
| 1965/1966         | Picadero Damm                                                           |                                                                         |                                                                         |
| 1966/1967         | CD Hispano-Francés                                                      |                                                                         |                                                                         |
| 1967/1968         | CD Hispano-Francés                                                      |                                                                         |                                                                         |
| 1968/1969         | Atlético Madryt                                                         | CD Hispano-Francés                                                      | Picadero Damm                                                           |
| 1969/1970         | Atlético Madryt                                                         | Picadero Damm                                                           | CD Hispano-Francés                                                      |
| 1970/1971         | Atlético Madryt                                                         | Real Madryt                                                             | CD Hispano-Francés                                                      |
| 1971/1972         | Real Madryt                                                             | Atlético Madryt                                                         | CD Hispano-Francés                                                      |
| 1972/1973         | CD Hispano-Francés                                                      | Atlético Madryt                                                         | Real Madryt                                                             |
| 1973/1974         | Atlético Madryt                                                         | Real Madryt                                                             | FC Barcelona                                                            |
| 1974/1975         | Atlético Madryt                                                         | Real Madryt                                                             | Montemar Alicante                                                       |
| 1975/1976         | Real Madryt                                                             | Atlético Madryt                                                         | Grupo Covadonga                                                         |
| 1976/1977         | Real Madryt                                                             | Atlético Madryt                                                         | Saint Cugat                                                             |
| 1977/1978         | Real Madryt                                                             |                                                                         |                                                                         |
| 1978/1979         | Real Madryt                                                             |                                                                         |                                                                         |
| 1979/1980         | Real Madryt                                                             |                                                                         |                                                                         |
| 1980/1981         | Son Amar Palma                                                          |                                                                         |                                                                         |
| 1981/1982         | Son Amar Palma                                                          | Real Madryt                                                             | Turavia                                                                 |
| 1982/1983         | Real Madryt                                                             | Son Amar Palma                                                          | CV Salesianos Atocha                                                    |
| División de Honor |                                                                         |                                                                         |                                                                         |
| 1983/1984         | Son Amar Palma                                                          |                                                                         |                                                                         |
| 1984/1985         | CV Salesianos Atocha                                                    |                                                                         |                                                                         |
| 1985/1986         | Royaltur Son Amar Palma                                                 | CV Madrid                                                               | Coronas-Cisneros                                                        |
| 1986/1987         | Royaltur Son Amar Palma                                                 | CV Salesianos Atocha                                                    | CV Calvo Sotelo                                                         |
| 1987/1988         | CV Palma                                                                |                                                                         |                                                                         |
| 1988/1989         | CV Palma                                                                |                                                                         |                                                                         |
| 1989/1990         | Constructora Atlántica Canaria                                          | ACD Bomberos ONCE                                                       | CV Palma                                                                |
| Superliga         |                                                                         |                                                                         |                                                                         |
| 1990/1991         | CV Gran Canaria                                                         | CV Palma                                                                | CV Cisneros Alcalá Canarias                                             |
| 1991/1992         | CV Gran Canaria                                                         | CV Andorra                                                              | Grupo Duero San José Soria                                              |
| 1992/1993         | CV Gran Canaria                                                         | Unicaja Almería                                                         | Grupo Duero San José Soria                                              |
| 1993/1994         | CS Gran Canaria                                                         | Grupo Duero Soria                                                       | Unicaja Almería                                                         |
| 1994/1995         | Grupo Duero Soria                                                       | CS Pepsi Gran Canaria                                                   | Unicaja J&B Almería                                                     |
| 1995/1996         | CV Caja Salamanca y Soria                                               | CS Gran Canaria                                                         | Unicaja Almería                                                         |
| 1996/1997         | Unicaja Almería                                                         | CV Caja Salamanca y Soria                                               | CV Gran Canaria Arehucas                                                |
| 1997/1998         | Unicaja Almería                                                         | CV Guaguas Las Palmas                                                   | CV Caja Duero San José                                                  |
| 1998/1999         | Numancia Caja Duero Soria                                               | CV Guaguas Las Palmas                                                   | Unicaja Almería                                                         |
| 1999/2000         | Unicaja Almería                                                         | Numancia Caja Duero Soria                                               | Ivesur PTV Málaga                                                       |
| 2000/2001         | Unicaja Almería                                                         | Numancia Caja Duero Soria                                               | CS Gran Canaria                                                         |
| 2001/2002         | Unicaja Almería                                                         | Guaguas Las Palmas                                                      | Numancia Caja Duero Soria                                               |
| 2002/2003         | Unicaja Almería                                                         | Arona Tenerife Sur                                                      | Andorra TX                                                              |
| 2003/2004         | Unicaja Almería                                                         | Numancia Caja Duero Soria                                               | Son Amar Palma                                                          |
| 2004/2005         | Unicaja Almería                                                         | Son Amar Palma                                                          | Arona Playa Las Américas                                                |
| 2005/2006         | Son Amar Palma                                                          | Numancia Voleibol                                                       | Jusán Canarias Las Palmas                                               |
| 2006/2007         | Drac Palma                                                              | Unicaja Arukasur Almería                                                | Arona Teneryfa                                                          |
| 2007/2008         | Drac Palma                                                              | Unicaja Arukasur Almería                                                | Arona Tenerife Sur                                                      |
| 2008/2009         | CAI Voleibol Teruel                                                     | Unicaja Almería                                                         | Palma Volley                                                            |
| 2009/2010         | CAI Voleibol Teruel                                                     | Unicaja Almería                                                         | Tarragona SPiSP                                                         |
| 2010/2011         | CAI Voleibol Teruel                                                     | Unicaja Almería                                                         | FC Barcelona                                                            |
| 2011/2012         | CAI Voleibol Teruel                                                     | Unicaja Almería                                                         | Ciudad del Medio Ambiente Soria                                         |
| 2012/2013         | Unicaja Almería                                                         | CAI Voleibol Teruel                                                     | Ciudad del Medio Ambiente Soria                                         |
| 2013/2014         | CAI Voleibol Teruel                                                     | Unicaja Almería                                                         | Ushuaïa Ibiza Vóley                                                     |
| 2014/2015         | Unicaja Almería                                                         | CAI Voleibol Teruel                                                     | Río Duero San José                                                      |
| 2015/2016         | Unicaja Almería                                                         | CAI Voleibol Teruel                                                     | Ushuaïa Ibiza Vóley                                                     |
| 2016/2017         | Ca'n Ventura Palma                                                      | Unicaja Almería                                                         | CV Teruel                                                               |
| 2017/2018         | CV Teruel                                                               | Unicaja Almería                                                         | Urbia Vóley Palma                                                       |
| 2018/2019         | CV Teruel                                                               | Unicaja Almería                                                         | Ushuaïa Ibiza Vóley                                                     |
| 2019/2020         | Z powodu pandemii COVID-19 rozgrywki zostały przerwane i niedokończone. | Z powodu pandemii COVID-19 rozgrywki zostały przerwane i niedokończone. | Z powodu pandemii COVID-19 rozgrywki zostały przerwane i niedokończone. |
| 2020/2021         | CV Guaguas Las Palmas                                                   | Unicaja Costa de Almería                                                | CV Teruel                                                               |
| 2021/2022         | Unicaja Costa de Almería                                                | Melilla Sport Capital                                                   | CV Guaguas Las Palmas                                                   |
| 2022/2023         | CV Guaguas Las Palmas                                                   | Río Duero Soria                                                         | CV Teruel                                                               |
| 2023/2024         | CV Guaguas Las Palmas                                                   | Grupo Herce Soria                                                       | Unicaja Costa de Almería                                                |
| 2024/2025         | CV Guaguas Las Palmas                                                   | Grupo Herce Soria                                                       | UPV Léleman Conqueridor                                                 |